# 綾瀬市民スポーツセンター陸上競技場
綾瀬市民スポーツセンター陸上競技場（あやせしみんスポーツセンターりくじょうきょうぎじょう）は、神奈川県綾瀬市が運営している陸上競技場。綾瀬市民スポーツセンター内に所在している。
日本陸上競技連盟第3種公認競技場であり、400mトラックがある。JFLや神奈川県選手権で使用されている。ピッチは天然芝。
- 収容人数：1000人（全席座席）
- 照明設備
- 得点板

## 所在地等
- 神奈川県綾瀬市深谷上3-6-1
  - 小田急小田原線・相鉄本線・JR相模線海老名駅からバスで市民スポーツセンターバス停下車、徒歩約1分
  - 相鉄本線さがみ野駅または小田急江ノ島線長後駅西口からバスで上深谷バス停下車、徒歩約5分